# Рой, Бункер
Санджит Рой (англ. Sanjit Roy), более известен как Бункер Рой (англ. Bunker Roy; род. 2 августа 1945 года) — индийский социальный предприниматель, менеджер, общественный деятель и педагог; основатель Barefoot College; спортсмен, участник национальных чемпионатов по сквошу в 1965, 1968 и 1971 годах.
В 2008 году профессор Рой был назван The Guardian одним из 50 экологов, которые могли бы спасти планету.
Журнал Time в 2010 году назвал Роя одним из 100 самых влиятельных людей планеты.

## Биография
Санжит Рой родился 2 августа 1945 года в богатой семье в городе Бунпур (англ. Burnpur), расположенном на территории нынешнего штата Западная Бенгалия.
С 1956 по 1962 годы обучался в The Doon School в столице индийского шата Уттаракханд Дехрадун, а с 1962 по 1967 годы в St. Stephen’s College при Делийском университете.
После получения образования в 1967 году решил заняться строительством колодцев для жителей одной из провинций в Индии.

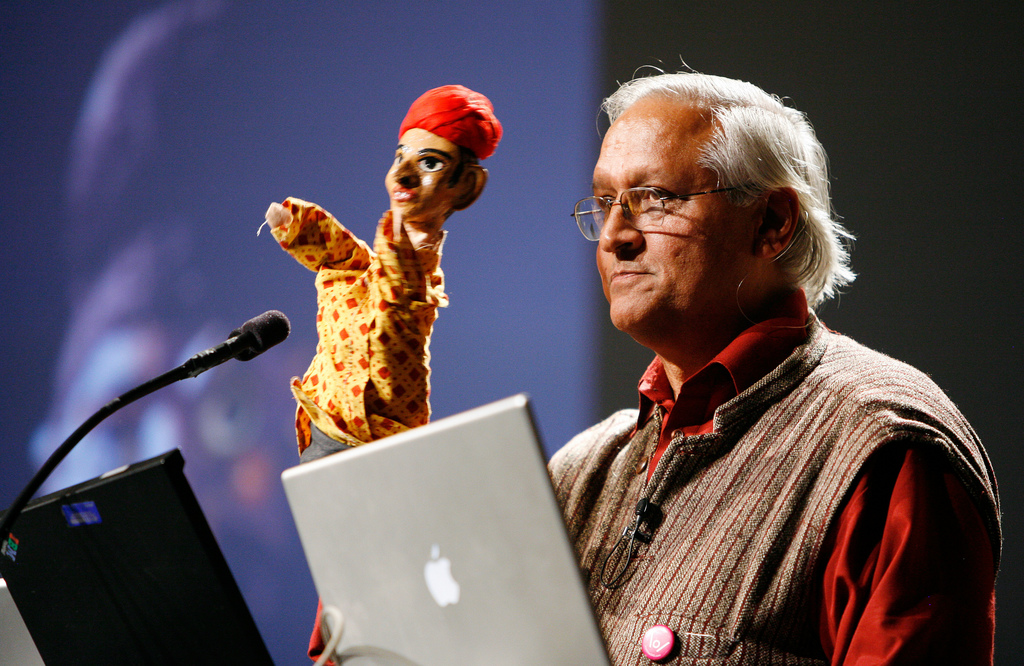
Бункер Рой 30 октября 2008 года

После проведения обследования источников водоснабжения в ста подверженных засухе районах, в 1972 году в Тилонии (англ. Tilonia), среди индийских пустынь Раджастана, Бункер Рой основал компанию The Social Work and Research Centre (SWRC), сейчас более известную как Barefoot College (с англ. «колледж для босоногих»).
Вскоре основной акцент деятельности компании был перенесён с орошения деревень на решение проблем в сельских общинах, с целью сделать их самодостаточными и устойчивыми.
Компания занялась обучением людей, проживающих в этой местности, профессиям врачей, учителей, инженеров, дизайнеров, архитекторов и стоматологов.
В 1983 году Рой выступил истцом к штату Раджастан, по которому Верховный Суд отменил дискриминацию женщин при оплате труда социальных работников.

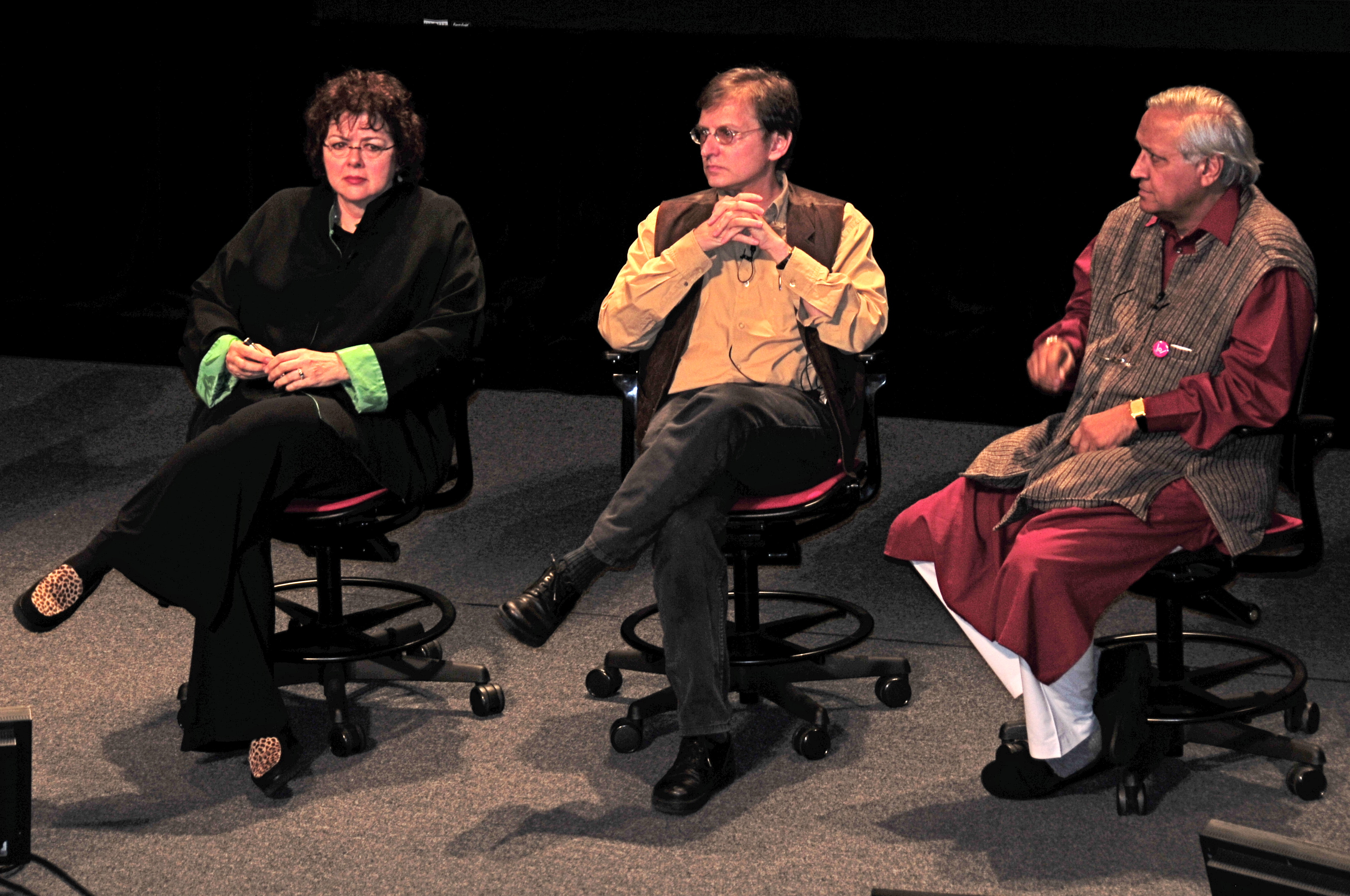
Бункер Рой (справа) 25 октября 2008 года

В 1984 году, новый премьер-министр индии Раджив Ганди пригласил Роя в качестве консультанта в Комиссию по планированию, где им было рекомендовано создать «кодекс поведения» для неправительственных организаций.
Он также выступал против инициатив, которые могли бы быть использованы для продвижения привилегированных групп, которым покровительствуют правительство, отдельные чиновники или политические партии, и подавить неугодные им организации.
В 2010 году Time представлял Роя, как человека, обучившего более 3 млн человек, включая инженеров в области солнечной энергетики, учителей, акушерок, ткачей и врачей.
В 2011 году Бункер Рой стал широко известен благодаря своей лекции на TED «Извлечение уроков из босоногого движения» (англ. Learning from a barefoot movement).
Бункер Рой пропагандирует опыт Barefoot College и помогает с привлечением инвестиций в сходные проекты по всему миру, включая Россию.

## Награды и премии
Бункер Рой лауреат множества наград и премий, в том числе:
- 1985 — Премия Джамналала Баджаджа (англ. Jamnalal Bajaj Award)[15].
- 2003 — Премия Святого Андрея по охране окружающей среды (англ. St Andrews Prize for the Environment).
- 2003 — Премия Фонда Шваба в области социального предпринимательства (англ. Schwab Foundation for Social Entrepreneurship)[16].
- 2009 — Премия Роберта Хилла (англ. Robert Hill Award)[17].

## Личная жизнь
С 1970 года женат на Аруне (англ. Aruna Roy, урожд. Джаяарам — англ. Jayaram; род. 26 июня 1946 года).
В чтении предпочитает Рабиндраната Тагора.
Любит слушать, как поют соловьи у него в саду, Джоан Баэз и традиционные песни Раджастана.
У него нет аккаунта в Facebook, Twitter и других социальных сетях.
Любит ириски, мороженое и всё сладкое.